# Prameniště Chomutovky
Prameniště Chomutovky je přírodní rezervace a součást stejnojmenné evropsky významné lokality v okolí Hory Svatého Šebestiána v okrese Chomutov. Důvodem jejího vyhlášení je ochrana horských vrchovišť s výskytem tetřívka obecného a s navazujícími rašelinnými smrčinami a zbytky přirozených bukových lesů a horských luk.

## Historie
Ve Schreiberově rašeliništi, které leží severně od Hory Svatého Šebestiána na levé straně silnice k hraničnímu přechodu, se rašelina těžila již v první polovině devatenáctého století. Dobývání metodou borkování vedlo ke vzniku drobných vodních ploch. Později byla rašeliniště odvodněna a vodní plochy se postupně zazemnily. Intenzivní těžba probíhala v sedmdesátých letech dvacátého století a počítá se s ní i po vyhlášení přírodní rezervace. V důsledku těžby vznikly rozsáhlé plochy bez vegetačního krytu, které se samovolně obnovují jen v podmáčených místech a při okrajích. Typickou rostlinou v takových místech je suchopýr pochvatý (Eriophorum vaginatum). Odkryté plochy poskytují životní prostor pro vzácné druhy bezobratlých. Podmínkou další těžby jsou rekultivační práce, které by měly spočívat především ve zrušení odvodňovacích příkopů.
Chráněné území vyhlásil Krajský úřad Ústeckého kraje dne 4. července 2012. Rezervace je v Ústředním seznamu ochrany přírody evidována pod číslem 5757. Zároveň s vyhlášení přírodní rezervace Prameniště Chomutovky byla zrušena starší přírodní rezervace Bučina na Kienhaidě.

## Přírodní poměry
Přírodní rezervace s rozlohou 1881,8113 hektarů se nachází v nadmořské výšce 705–911 metrů. Je součástí evropsky významné lokality Novodomské a Polské rašeliniště s rozlohou 2614,29 hektarů a ptačí oblasti Novodomské rašeliniště – Kovářská s rozlohou 15 962,63 hektarů.

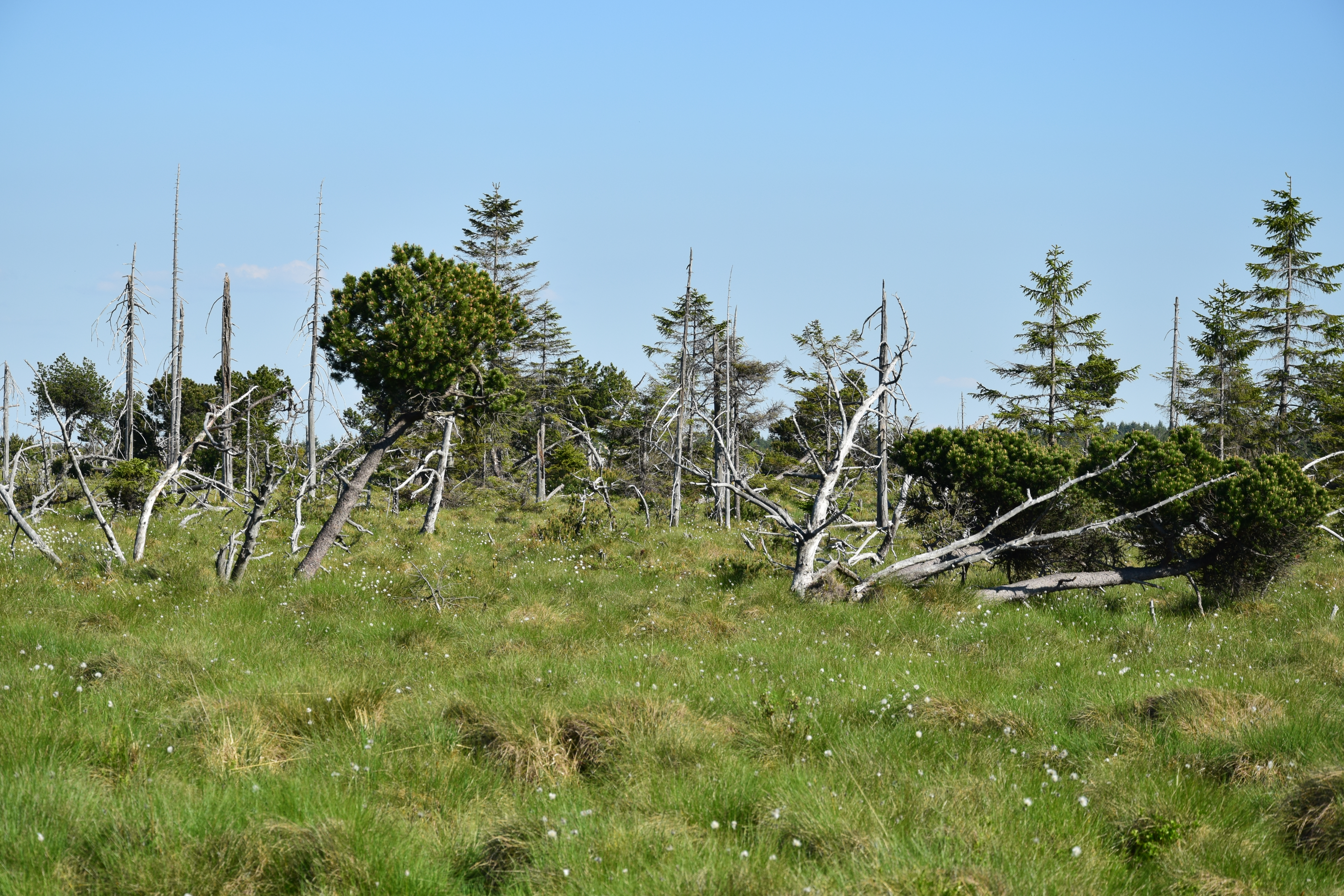
Rašeliniště na Skelném vrchu

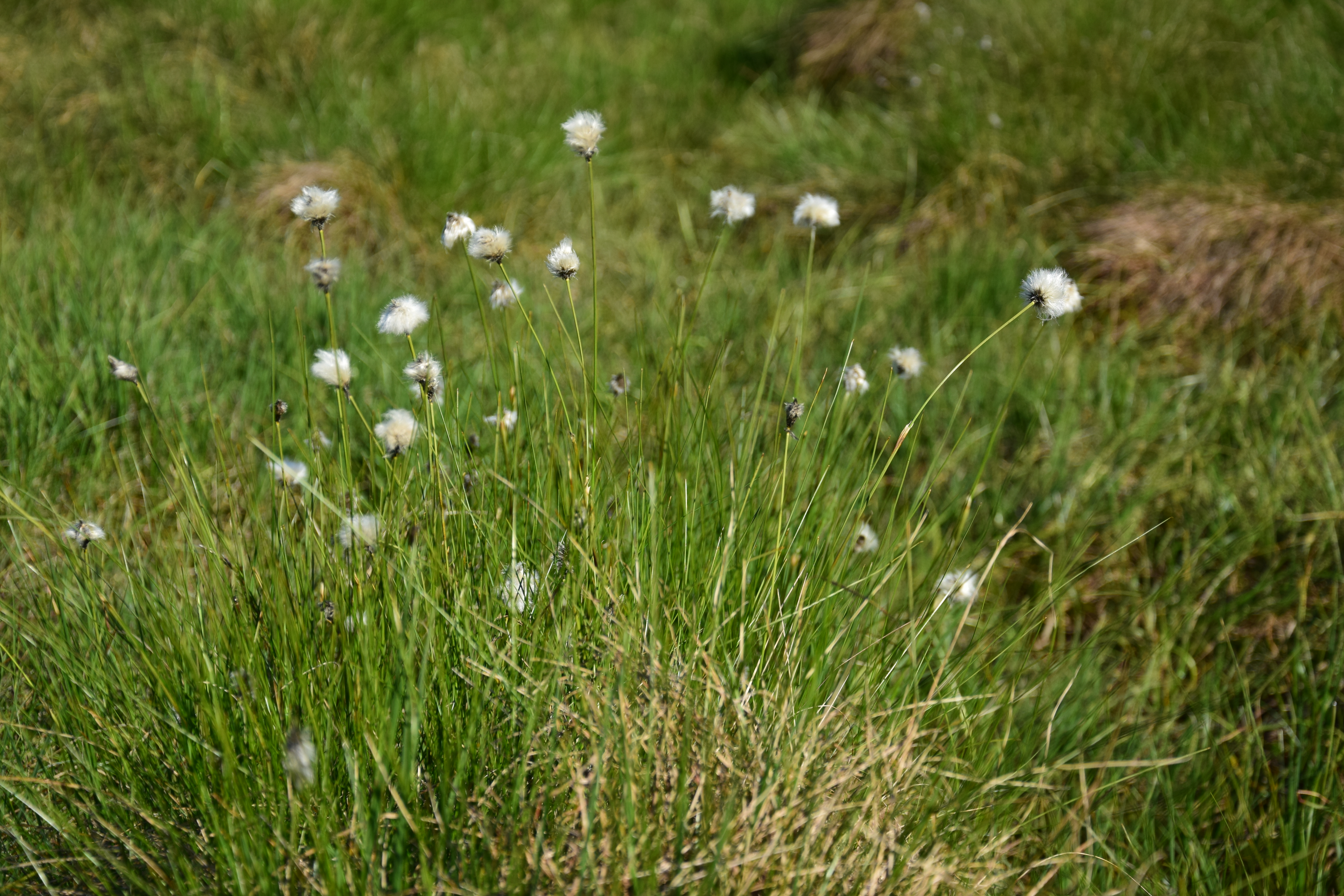
Suchopýr pochvatý v rašeliništi na Skelném vrchu

Území rezervace je rozděleno do dvou územních celků. Rozsáhlejší část území (díl A) se nachází převážně západně od Hory Svatého Šebestiána na náhorní planině Krušných hor. Prochází jí silnice I/7, která od zbytku rezervace odděluje Polské rašeliniště. Menší část (díl B) se nachází mezi státní hranicí a silnicí z Načetína k hraničnímu přechodu u Hory Svatého Šebestiána. Kromě jiného zahrnuje území zrušené přírodní rezervace Bučina na Kienhaidě.

### Abiotické faktory
Geologické podloží je tvořeno starohorními až prvohorními rulami krušnohorského krystalinika, které patří k jeho části zvané kateřinsko-reizenhainská klenba. Podložní horiny jsou místy překryté sedimenty rašelinišť o mocnosti až 10,5 metru. Rašeliniště Pod Novoveským vrchem patří k nejhlubším ve střední Evropě. Mimo samotná rašeliniště se na rulových zvětralinách vyvinuly mělké až středně hluboké půdy, z nichž převažuje půdní typ podzol.
V geomorfologickém členění Česka leží lokalita v Krušných horách, které jsou součástí Krušnohorské hornatiny, konkrétně v jejich podcelku Loučenská hornatina. Většina rezervace je na území okrsku Přísečnická hornatina, ale díl B patří do Rudolické hornatiny.
Klimaticky spadá území rezervace do chladné oblasti s průměrnou roční teplotou 5,1 °C, ročním úhrnem srážek 915 mm a dobou trvání sněhové pokrývky 100–120 dní za rok.
Voda je z území odváděna řadou melioračních příkopů. Některé z nich umožňují převádění vody mezi povodími. Většinu dílu A odvodňuje Chomutovka, která pramení v jeho centrální části. U východní hranice napájí Novoveský rybník. Díl B patří do povodí říčky Černé, která vodu odvádí do Flájského potoka a přes německé řeky Zschopau, Freiberskou Muldu a Muldu do Labe. Voda z jihovýchodní části dílu B se shromažďuje v Červeném rybníce a odtéká Načetínským potokem do Flájského potoka. Na rozvodí Chomutovky a Černé leží Polské rašeliniště s Pohraničním rybníkem (povodí Černé) na západním okraji a bezejmenným rybníkem v povodí Chomutovky na východním okraji.

### Flóra

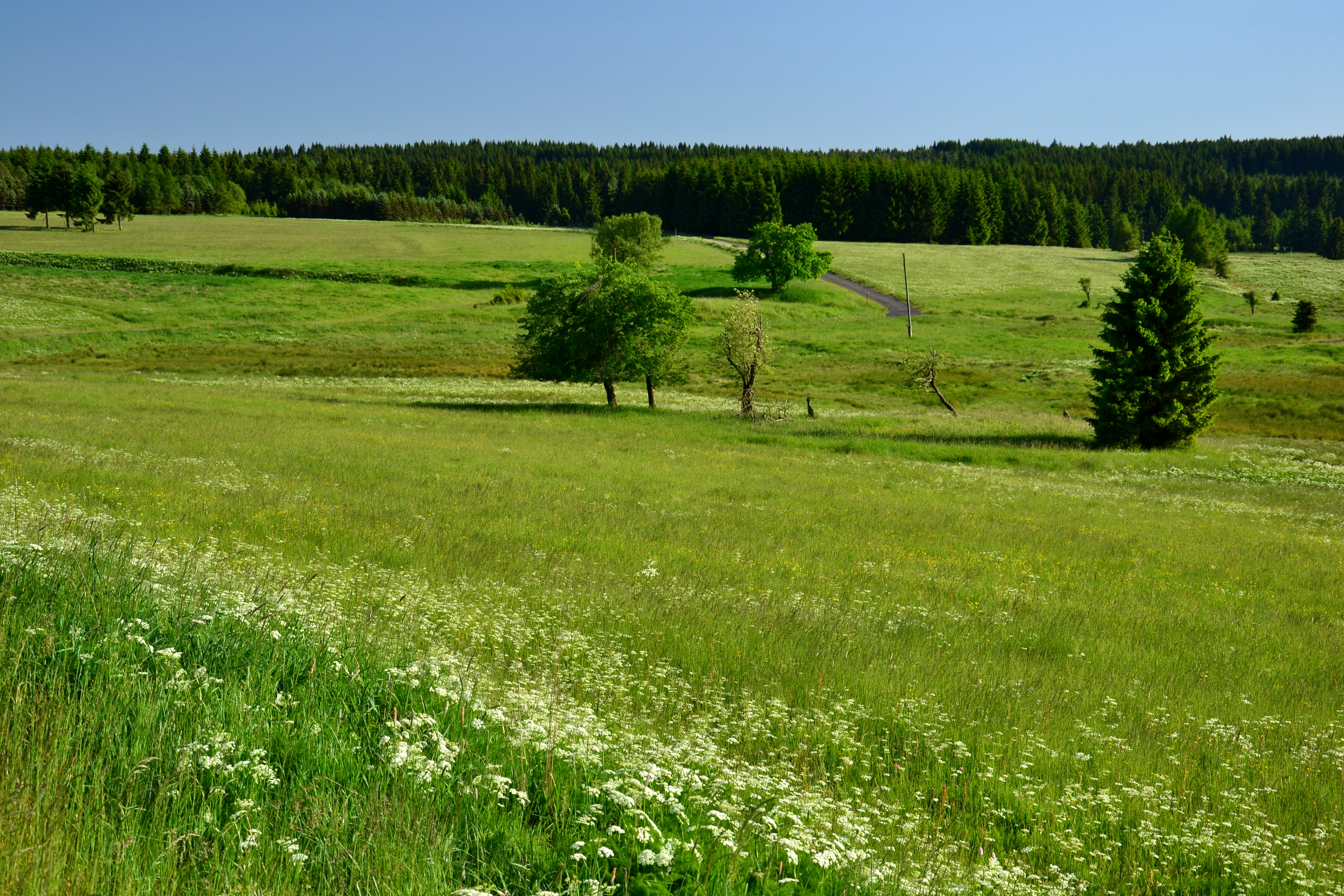
Horské louky u zaniklé Jilmové

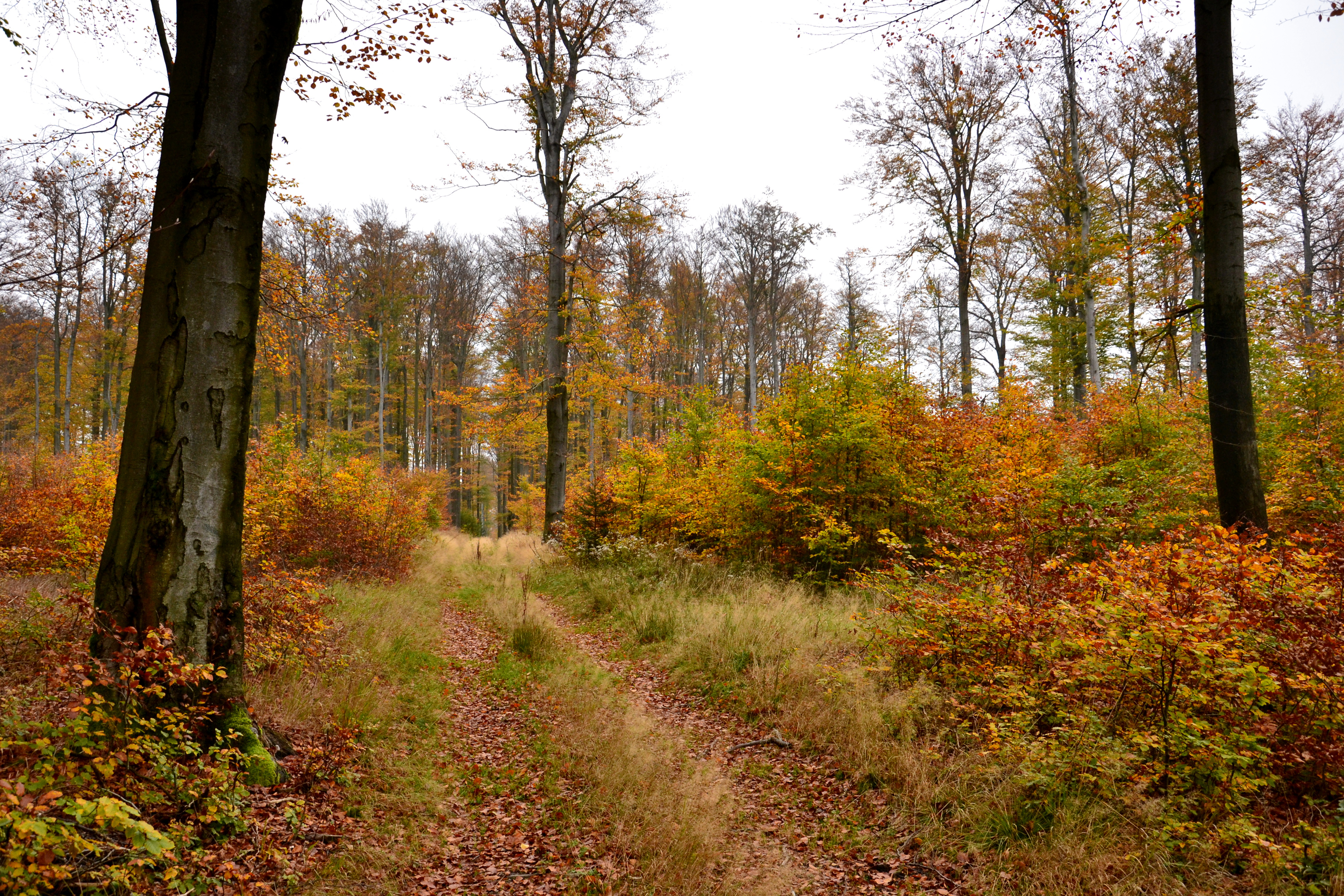
Bukový les v bývalé přírodní rezervaci Bučina na Kienhaidě

Z vegetačního hlediska se chráněné území skládá ze tří hlavních typů společenstev. Na svazích vrchu Čihadlo se vyskytují zbytky acidofilních bučin. V okolí zaniklé vesnice Jilmová se rozkládají horské louky, ale jádro území tvoří zachovalá rašeliniště Pod Jelení horou, Pod Novoveským vrchem a Polské rašeliniště s dalšími dříve těžbou narušenými lokalitami (např. Schreiberovo rašeliniště).
V rašeliništích vrchovištního typu je typickým stromem borovice rašelinná (Pinus mugo). Na tato vrchoviště na okrajích navazují podmáčené smrčiny a maloplošně také rašelinné březiny s břízou pýřitou (Betula pubescens). Chráněné rostliny zastupuje kyhanka sivolistá (Andromeda polifolia), šicha černá (Empetrum nigrum), klikva bahenní (Vaccinium oxycoccos), bříza trpasličí (Betula nana), rosnatka okrouhlolistá (Drosera rotundifolia) a rojovník bahenní (Ledum palustre). V Polském rašeliniště se velmi vzácně vyskytuje ostřice bažinná (Carex limosa).
Bříza trpasličí roste na okrajích rašelinišť a místy zasahuje do porostu kleče a smrčin. Její dvě malé populace v oblasti pod Jelení horou byly poškozovány jelení zvěří. Podobně jeleni škodí populaci rojovníku bahenního, jehož velké populace rostou zejména v rašeliništích Pod Novoveským vrchem a Pod Jelení horou. Řídké borovicové porosty v Polském rašeliniště způsobené vysokými počty jelenů však umožňují šíření rosnatky okrouhlolisté. Na loukách v okolí zaniklé vsi Jilmová  roste ohrožený koprník štětinolistý (Meum athamanticum) a zvonečník černý (Phyteuma nigrum). Jejich menší populace se vyskytují také u Kienhaidy a řadě dalších míst.

### Fauna
Chráněné území je jádrem ptačí oblasti Novodomské rašeliniště zřízené za účelem ochrany tetřívka obecného (Tetrao tetrix), který vyhledává přehledné plochy rašelinišť s keříčkovitými porosty brusnicovitých rostlin a vřesu obecného a rozvolněnými porosty bříz a borovice kleče. Počet kohoutků se okolo roku 2012 pohyboval od 20 do 25 kusů. K evropsky významným druhům ptáků patří také přibližně pět párů žluny šedé (Picus canus), které hnízdí v oblasti acidofilních bučin.
Z dalších ptáků byli zaznamenáni kriticky ohrožení luňák  červený (Milvus milvus), morčák velký (Mergus merganser) a strnad luční (Emberiza calandra), silně ohrožení čáp černý (Ciconia nigra), bělořit šedý (Oenanthe oenanthe), bekasina otavní (Gallinago gallinago), chřástal polní (Crex crex), krahujec obecný (Accipiter nisus), lžičák pestrý (Anas clypeata), moták pilich (Circus cyaneus), ostříž lesní (Falco subbuteo), sýc rousný (Aegolius funereus), včelojed lesní (Pernis apivorus) a ohrožení hýl rudý (Carpodacus erythrinus), čírka obecná (Anas crecca), krkavec velký (Corvus corax), moták pochop (Circus aeruginosus), ořešník kropenatý (Nucifraga caryocatactes), potápka černokrká (Podiceps nigricollis), rorýs obecný (Apus apus), sluka lesní (Scolopax rusticola) a ťuhýk obecný (Lanius collurio).
Z drobných živočichů se zde vyskytují silně ohrožení obojživelníci čolek horský (Ichthyosaura alpestris), čolek obecný (Lissotriton vulgaris), skokan štíhlý (Rana dalmatina) a ohrožená ropucha obecná (Bufo bufo). Plazy zastupuje kriticky ohrožená zmije obecná (Vipera berus), silně ohrožený slepýš křehký (Anguis fragilis) a ještěrka živorodá (Zootoca vivipara) a ohrožená užovka obojková (Natrix natrix).
Vrchovištní stanoviště jsou domovem žluťáska borůvkového (Colias palaeno), lesklice severské (Somatochlora arctica), křižáka rašelinného (Nuctenea silvicutrix) nebo píďalky klikvové (Carsia sororiata), jejíž jediná další známá populace v Česku žije v Mrtvém luhu na Šumavě. Žluťásek lesklý je vázán na výskyt vlochyně bahenní (Vaccinium uliginosum), která je jediným zdrojem potravy jeho housenek.
Z bezobratlých byly v Polském rašeliništi nalezeny velmi vzácné druhy pavouků: křižák Nordmannův (Araneus nordmani), skákavka Bianor larae, skákavka masková (Sitticus saxicola) a skákavka Thorellova (Talavera thorelli). Z vážek byl také ojediněle zaznamenán výskyt lesklice horské (Somatochlora alpestris). Brouci jsou mimo jiné zastoupeni vzácným střevlíkem lesklým (Carabus nitens) a druhy Trechus rivularis, Trechoblemus micros, Patrobus assimilis nebo zlatohlávkem tmavým (Oxythyrea funesta).